# Енгелманова смрча
Енгелманова срмча, позната и као бела смрча, планинска смрча или сребрна смрча (лат. Picea engelmannii), врста је смрче која расте на просторима Северне Америке, од централне Британске Колумбије и јужне Алберте, јужно до северне Калифорније и југоисточно до Аризоне и Новог Мексика, а постоје и изоловане популације у северном Мексику. Енгелманова смрча је углавном високопланинско дрво и расте на надморским висинама од 900 до 3.650 метара, ређе испод ових висина у северним деловима ареала распрострањења, а у многим регијама чак достижу границу дрвећа.

## Галерија
- Младо дрво
- Старије дрво
- Шумско земљиште испод енгелманове смрче
- Шума, са зрелим женским шишаркама у првом плану
- Висеће, незреле (неотворене) женске шишарке
- Љубичасте, незреле шишарке и жуте, зреле шишарке од претходне године. Нису видљиве мушке шишарке.[3]
- Лишће
- Поглед изблиза на младу грану
- Дисекција једне иглице
- Попречни пресек стабла